# کیم پاسکال بویسن
کیم پاسکال بویسن (انگلیسی: Kim-Pascal Boysen؛ زادهٔ ۱۹ ژوئن ۱۹۸۸) بازیکن فوتبال اهل آلمان است.
از باشگاه‌هایی که در آن بازی کرده‌است می‌توان به باشگاه فوتبال کیکرز اوفنباخ اشاره کرد.